# Lepidotrigla pleuracanthica
Lepidotrigla pleuracanthica is een straalvinnige vissensoort uit de familie van ponen (Triglidae). De wetenschappelijke naam van de soort is voor het eerst geldig gepubliceerd in 1845 door Richardson.